# Aonidia formosana
Aonidia formosana är en insektsart som beskrevs av Takahashi 1935. Aonidia formosana ingår i släktet Aonidia och familjen pansarsköldlöss.
Artens utbredningsområde är Taiwan. Inga underarter finns listade i Catalogue of Life.